# Premis Butaca de 1996
Els Premis Butaca de 1996, varen ser la segona edició dels oficialment anomenats Premis Butaca de teatre i cinema de Catalunya, uns guardons teatrals i cinematogràfics catalans, creats l'any 1995 per Glòria Cid i Toni Martín, conductors d'un programa a la ràdio de Premià de Mar, en reconeixement de les obres de teatre i pel·lícules estrenades a Catalunya. Els premis són atorgats per votació popular.
En aquesta segona edició, s'atorgaren els següents premis extraordinaris:
- Premi Butaca especial als tres anys en cartell
- Premi Butaca especial a l'esforç i l'estima pel teatre
- Butaca d'Honor

## Palmarès[1]
- Millor muntatge teatral: Pel davant i pel darrera (3xtres).

- Millor musical: Blues en la nit (Companyia Reguant).

- Millor direcció teatral: Sergi Belbel, L'hostalera.

- Millor actriu de teatre: Mercè Comes, Pel davant i pel darrera.

- Millor actor de teatre: Abel Folk, Pel davant i pel darrera.

- Millor pel·lícula d'autor: Mighty Aphrodite, de Woody Allen.

- Millor actriu catalana de cinema: Ariadna Gil, Malena es un nombre de tango.

- Millor actor català de cinema: Emilio Gutiérrez Caba, Parella de tres.

- Millor mitjà de difusió del teatre: La ràdio a escena (Albert de la Torre).

- Millor mitjà de difusió del cinema: Àlex Gorina, La finestra indiscreta i Tallats de lluna.

- Premi Butaca especial als tres anys en cartell: Paco Morán i Joan Pera, La extraña pareja.

- Premi Butaca especial a l'esforç i l'estima pel teatre: Sala Beckett, Teatre Artenbrut, Teatre Malic, Teatre Tantarantana i Versus Teatre.

- Butaca d'Honor: Pepe Rubianes.